# Сулінська
Сулі́нська (рос. Сулинская) — присілок у складі Великоустюзького району Вологодської області, Росія. Входить до складу Юдинського сільського поселення.

## Населення
Населення — 27 осіб (2010; 27 у 2002).
Національний склад (станом на 2002 рік):
- росіяни — 100 %